# Горишка Вас-при-Шкоцяну
Горишка Вас-при-Шкоцяну (словен. Goriška vas pri Škocjanu) — поселення в общині Шкоцян, регіон Південно-Східна Словенія, Словенія.